# Mauricio Garcés
Mauricio Feres Yazbek (Tampico, Tamaulipas, 16 de diciembre de 1926-Ciudad de México, 27 de febrero de 1989), conocido como Mauricio Garcés, fue un actor y comediante mexicano, recordado por sus personificaciones de galán seductor, maduro y sofisticado de alta sociedad en diferentes películas de la Época de oro del cine mexicano en las que participó.

## Biografía y carrera

### Primeros años
Mauricio Feres Yazbek nació el 16 de diciembre de 1926 en Tampico, Tamaulipas, siendo hijo de los libaneses José Feres N. y Mahiba Yazbek de Feres. Tuvo un hermano llamado Edmundo Feres Yazbek. A los seis años de edad, él y su familia se mudaron a Ciudad de México. Al crecer, comenzó a estudiar ciencias químicas en la universidad, pero tuvo que abandonar la carrera para poder ayudar a su familia con la economía familiar. Ejerció varios empleos hasta que su tío, el fotógrafo Tufic Yazbek, lo ayudó a entrar al mundo artístico.

### Inicios actorales
Su carrera como actor contó con el apoyo de otro tío, el productor José Yázbek, quien lo incluyó en el reparto de La muerte enamorada (1950). A partir de esa película, adoptó el apellido artístico «Garcés» por considerar que la letra G podría traerle buena suerte y convertirlo en una estrella del calibre de sus artistas admirados; Clark Gable, Gary Cooper y Cary Grant.
Inicialmente, se enfocó en el género dramático y de suspenso, interpretando versiones serias de galanes en películas como La estrella vacía (1960) y telenovelas como Gutierritos en sus dos versiones, la primera de 1958 y la grabada de 1966. Asimismo, hizo teatro en obras como Vidas privadas, No me manden flores, Vidita Negra, y La Luna Azul.

### Consagración

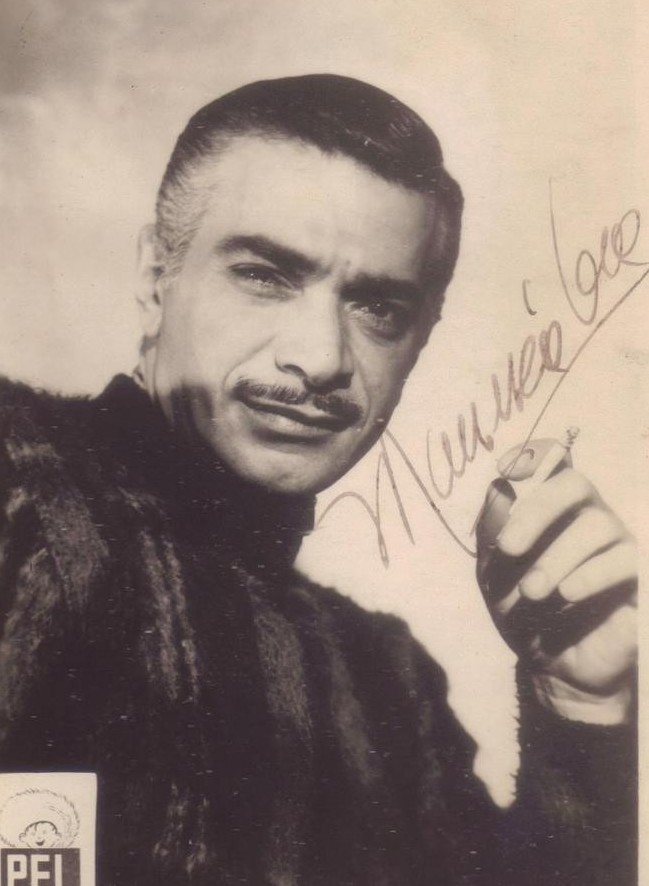
Garcés en una foto publicitaria, c. 1960s.

Al notar que tenía un futuro como comediante, llevó su trayectoria hacia el lado de la comedia, creando el personaje de un hombre elegante y galante que lo ayudó a consagrarse como histrión, debutando con el mismo en la cinta Don Juan 67 de 1966. 
A principios de los años setenta, incursionó en televisión como presentador del programa La Hora De Mauricio Garcés (1970). Al año siguiente en canal 8, estelarizó el programa Los Solteros al lado de Jóse Gálvez. En 1978, protagonizó la película No Tiene La Culpa El Indio, y también estelarizó en teatro la obra Hola Charly. En 1980, retomó su personaje cómico en El Sátiro. El mismo año, comenzó a colaborar con Manuel Valdés en el programa El Show del Loco Valdés, y en 1981, fueron presentadores de la emisión Noche a Noche.

### Vida y proyectos posteriores
A mediados de los ochenta, perdió la voz y empezó a tener problemas en su ojo izquierdo, por lo que se sometió a una cirugía ocular. Lo anterior provocó que abandonara paulatinamente el ritmo de trabajo al que estaba acostumbrado, por lo que en sus últimos años solamente realizó apariciones esporádicas en programas de televisión. Su situación empeoró al quedar en la ruina económica después de derrochar la mayor parte de su dinero en apuestas de juego, una actividad a la que era aficionado.
Su último trabajó cinematográfico lo realizó en Mi fantasma y yo, estrenada en 1986.

## Muerte

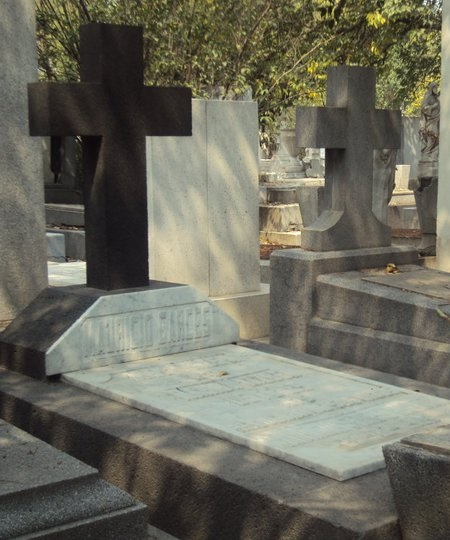
Tumba de Garcés fotografiada en 2016. Se encuentra ubicada en el Panteón Francés de la Piedad, en Ciudad de México.

El 27 de febrero de 1989, Garcés fue encontrado sin vida en la recámara de su departamento ubicado en Ciudad de México, falleciendo a los 62 años de edad. Los periódicos de la época informaron que se le realizó una autopsia, en la que se reveló que su muerte había sido causada por un paro cardíaco derivado de un enfisema pulmonar que se le había diagnosticado tiempo atrás y que fue resultado de su vida como fumador. Su cuerpo fue enterrado en la tumba de sus padres, localizada dentro del cementerio privado, Panteón Francés de la Piedad, situado en la misma ciudad.

## Filmografía

### Cine
- Radio patrulla (1951) .... Sebastián
- Cuando tú me quieras (1951) .... Esteban
- Por querer a una mujer (1951) .... Antonio Ramírez
- El señor gobernador (1951) .... Gerardo
- La muerte enamorada (1951) .... Doctor
- Cómicos de la legua (1957) .... Juanito
- La estrella vacía (1958) .... Manuel Jiménez
- El joven del carrito (1958) .... Morales
- Mientras el cuerpo aguante (1958) .... Carlos
- Cuando ¡Viva Villa! es la muerte (1958) .... Periodista
- Préstame tu cuerpo (1958) .... Gabriel Jiménez, director de orquesta
- Los resbalosos (1959) .... Pablo
- La llorona (1959) .... Felipe
- Una bala es mi testigo (1959) .... Juan Valverde
- Venganza apache (1959) .... Juan
- El renegado blanco (1959) .... Juan
- Los hermanos Diablo (1959) .... Juan
- El Jinete Negro (1960) .... Elías "El Miscelánea"
- El Bronco Reynosa (1960) .... Hermenegildo "El Bronco" Reynosa
- Amorcito corazón (1960) .... Mauricio Rebollo
- El mundo de los vampiros (1960) .... Rodolfo Sabre
- ¿Dónde estás, corazón? (1960) .... Alberto
- Mujeres engañadas (1960) .... Ricardo Beltrán
- Los fanfarrones (1960) .... Mauricio
- El hombre del milenio (1961) .... Joel Monteros
- Casi casados (1961) .... Martín Herrera
- Lástima de ropa (1962) .... Arturo Rendón
- El barón del terror (1962) .... médico
- Estoy casado ja! ja! (1962) .... Marcelo Montiel
- De color moreno (1963) .... Carlos (coproducción con España)
- La cabeza viviente (El ojo de la muerte) (1963) .... Ácatl/Roberto
- Napoleoncito (1964) .... Raúl
- México de mi corazón (Dos mexicanas en México) (1964) .... Mauricio Sandoval
- Perdóname mi vida (1965) .... Mauricio
- Don Juan 67 (1966) .... Mauricio Galán
- Sólo para ti (1966) .... Doctor Millán
- Lanza tus penas al viento (1966) .... Marcelo Galán
- Cuernavaca en primavera (1966) .... Mauricio (episodio "El bombón")
- Bromas, S.A. (1967) .... Alberto/Rogelio Naveda (coproducción con Perú)
- El amor y esas cosas (1967) .... (episodio "Tú serás mío")
- El matrimonio es como el demonio (1967) .... Raúl Álvarez
- El día de la boda (1967) .... Raúl Álvarez
- Un nuevo modo de amar (1967) .... Alberto Méndez de la Corcuera Díaz Morales de Calderón y Colina
- Mujeres, mujeres, mujeres (1967) .... Javier (episodio "El imponente")
- Despedida de casada (1968) .... Felipe (coproducción con España)
- Las posadas (1968) .... (cortometraje)
- 24 horas de placer (1968) .... Mauricio Saldívar (coproducción con Ecuador)
- El aviso inoportuno (1968) .... él mismo (actuación especial)
- El criado malcriado (1968) .... Pablo Namnum
- La cama (1968) .... Charlie (coproducción con Argentina)
- Las fieras (1968) .... Sebastian, alias Maurice Lafayette
- Tápame contigo (1969) .... Mauricio Feres Yázbek o Garcés
- Espérame en Siberia vida mía (1969) .... Mario Esfarcies
- Departamento de soltero (1969) .... Mauricio Machinandiarena
- Modisto de señoras (1969) .... Maurice
- Click, fotógrafo de modelos (1970) .... Mauricio
- Fray Don Juan (1970) .... Cura Juan/Juan Garcés, el playboy
- El cuerpazo del delito (1970) .... Dandy (episodio "La rebelde")
- Cómo atrapar a un Don Juan (1970) .... Juan Quesada (coproducción con España)
- El sinvergüenza (1971) .... Roberto Laserna
- Hay ángeles sin alas (1971) .... hombre aleccionado sobre cómo conquistar mujeres (actuación especial) (cameo)
- Vidita negra (1971) .... Enrique Naraud
- Todos los pecados del mundo (1971) .... Roberto/Juanjo Martínez/José/Marcelino/Raúl/los gemelos Martínez: Martín y el pornógrafo (coproducción con Argentina)
- La otra mujer (1972) .... Antonio
- Con amor de muerte (1972) .... Aparición incidental
- Las tres perfectas casadas (1973) ....
- No tiene la culpa el Indio (1978) ....
- El sátiro (1980) .... Mauricio Abud
- Mi fantasma y yo (1986) ....

### Televisión
- Gutierritos (1958) .... Jorge Contreras
- Gutierritos (1966) .... Jorge Contreras[4]
- La Hora De Mauricio Garcés (1970)